# Советские партизанские рейды в Финляндию (1942—1944)
Сове́тские партиза́нские рейды в Финля́ндию — серия рейдов советских партизанских отрядов Карельского фронта с целью совершения диверсий (подрывов железнодорожных составов и т. п.) и дезорганизации хозяйственной жизни на территории Финской Лапландии. Продолжались с лета 1942 года по сентябрь 1944 года. В результате налетов погибло 181 финское гражданское лицо, большинство из которых были безоружны. Составная часть советского партизанского движения в Карело-Финской ССР.
Партизаны убивали и насиловали финских мирных жителей, а иногда сжигали тела и дома после атак. Самыми маленькими жертвами были дети в возрасте до одного месяца.

## Предыстория
Финские войска начали наступление на территорию советской Карело-Финской ССР в конце июня 1941 года. В результате были оккупированы как территории, входившие в состав Финляндии до Зимней войны, так и иные советские территории. В итоге территорию Финской Лапландии и советские земли стала отделять широкая полоса оккупированной финнами советской Карело-Финской ССР. Для проникновения в Финскую Лапландию советским вооружённым отрядам надо было пересекать эту малонаселённую полосу, которая в климатическом отношении была весьма неблагоприятной — низкие температуры, много болот и озёр. С другой стороны линия Карельского фронта, разграничивавшего финские и советские войска, не была сплошной и её можно было пересекать в обоих направлениях.
Рейды советских диверсионных отрядов на финскую территорию начались в июле 1941 года. В июле 1941 года специальная группа Народного комиссариата государственной безопасности Карело-Финской ССР из 25 человек (направлена по приказу Михаила Баскакова) взорвала мост и склад боеприпасов в Лубосалми, заминировала участок дороги и повредила телефонную связь. В июле 1941 года был сформирован отряд пограничников во главе с А. Н. Калашниковым, который вел боевые действия в том числе на территории северной Финляндии. В июле 1941 года был сформирован отряд У. Антикайнена (30 человек), который атаковал военные объекты и совершал рейды по приграничным финским населённым пунктам в тылу 3-й пехотной дивизии. В июле — сентябре 1941 года органы НКВД подготовили и отправили в финский тыл (в основном не на территорию Финляндии) 73 диверсионные группы общей численностью 565 человек.
В финской историографии первым советским партизанским рейдом на территории Финляндии считается нападение диверсионной группы советских пограничников на деревню Куоску (в Савукоски) 3 сентября 1941 года, в результате которого погибли семь гражданских лиц и была сожжена часть деревни. Однако, как отмечал доктор исторических наук Сергей Веригин, это нападение было совершено не партизанами, а группой советских пограничников.
До лета 1942 года партизаны Карельского фронта на территорию собственно Финляндии не заходили. В августе — декабре 1941 года партизанские отряды Карельского фронта использовались во фронтовых боях и совершали диверсионные операции в ближайшем тылу противника, то есть на оккупированной советской территории.
Привлечение партизанских отрядов к боям на финской территории было предусмотрено планом, разработанным в конце весны 1942 года 4-м отделом НКВД Карело-Финской ССР.

## Организация рейдов
Партизанские отряды в Карелии были созданы под руководством ЦК Компартии Карело-Финской ССР. До июня 1942 года оперативное руководство диверсионной и партизанской борьбой в тылу врага осуществлял 4-й отдел НКВД Карело-Финской ССР. В июне 1942 года был создан штаб партизанского движения при Военном совете Карельского фронта.

## Численность и состав участников рейдов
Суммарная численность советских партизан, принимавших участие в рейдах на финской территории неизвестна.
Общая численность партизанских соединений Карельского фронта составляла:
- На 1 июля 1942 года — 1575 человек (13 отрядов);
- На 1 ноября 1942 года — 1550 человек (23 отряда);
- На 1 января 1943 года — 1698 человек на оккупированной территории Карело-Финской ССР (18 отрядов);
- На 1 мая 1943 года — 1255 человек в Карело-Финской ССР (17 отрядов и групп);
- На 1 июля 1943 года — 1664 человека в Карело-Финской ССР (25 отрядов);
- На 7 ноября 1943 года — 1571 человек в Карело-Финской ССР (25 отрядов и групп);
- На 7 января 1944 года — 1510 человек в Карело-Финской ССР (18 отрядов и групп);
- На 1 июня 1944 года — 1708 человек (16 отрядов).
- Октябрь 1944 года (момент расформирования) — 1504 человека;

Большинство карельских партизан были гражданскими людьми. В 1942—1943 годах партизанские соединения Карельского фронта пополнялись (из-за острой нехватки кадров) в том числе лицами, выпущенными из тюрем и лагерей. Так, в марте 1943 года из исправительно-трудовых колоний НКВД прибыло в штаб партизанского движения Карельского фронта 175 человек:
- 77 осуждённых за бытовые преступления;
- 66 осуждённых за должностные преступления.

## Цели рейдов
Цели рейдов в 1942—1944 годах менялись. В 1942 году отряды должны были дезорганизовать тыл противника. В 1943 году перед партизанскими отрядами ставили в качестве целей разрушение военных коммуникаций в прифронтовой полосе и дезорганизацию хозяйственной жизни прифронтового населения. Летом 1944 года партизанские рейды должны были в условиях советского наступления в Карелии сорвать переброску резервов противника, а также собрать разведывательную информацию.

## Продолжительность рейдов
Постоянные базы советских партизан находились в тыловых районах Мурманской области и Карело-Финской ССР. Продолжительность рейдов с пересечением линии фронта составляла 15 — 20 дней, в ходе которых партизаны пересекали по 300—500 километров.

## Рейды 1942—1944 годов
Партизанские рейды проводились сезонно — летом и осенью. Каждую зиму в рейдах был естественный перерыв. Поэтому было три периода партизанских рейдов — 1942 год, 1943 год и 1944 год. Сезон 1942 года начался в июле, а сезон 1944 года закончился в сентябре — с выходом Финляндии из войны.

### 1942 год
Летом — осенью 1942 года на территории Финской Лапландии совершили боевые операции 8 партизанских отрядов Карельского фронта.
В июле 1942 года отряд Д. А. Подоплекина «Полярник» (сформирован в феврале 1942 года в Архангельске и затем входил в состав 1-й партизанской бригады Карельского фронта) совершил рейд в Финляндию для диверсий на коммуникациях 36-го армейского корпуса армии «Норвегия». 22 июля 1942 года группа партизан отряда «Полярник» во главе с комиссаром Д. Г. Майзера атаковала разъезд № 11 на железной дороге Кемиярви — Алакуртти, уничтожив до 40 солдат, два склада с боеприпасами, две казармы и 27 железнодорожных вагонов. В октябре 1942 года партизаны отряда «Полярник» в том же районе пустили под откос поезд, уничтожив (по собственным данным) до 300 финских солдат и вернулись без потерь. В том же районе 12 сентября 1942 года диверсионная группа Конышева (9 человек) взорвала железнодорожный мост с эшелоном, шедшим на фронт и без потерь вернулась обратно, устраивая на дорогах засады.
В июле 1942 года на ухтинском направлении на финскую территорию проникли диверсионные группы отряда «Боевой клич» (командир — Е. М. Кокора). 5 июля 1942 года партизаны во главе с Ф. И. Канторовым устроили засаду на дороге Куусамо — Ухта, в которую попали и были уничтожены две легковые автомашины и один грузовик с солдатами. Среди убитых были три женщины:
- Тойни Яннес — председатель солдатских домов Финляндии, доктор философии;
- Грета Палоярви — жена командира 3-й пехотной дивизии;
- Файни Афлект — директор 5-го центра солдатских домов.

24 сентября 1942 года отряд К. В. Бондюка «Вперед» захватил хутор Вииксимо (29 жителей, часть были вооружены). Все жители были убиты, изъяты продовольствие и скот.
В октябре 1942 года на территории Финляндии действовали советские партизанские отряды «Вперед» (командир К. В. Бондюк), «Красный онежец» (командир И. Я. Кравченко) и «Красный партизан» (командир Ф. Ф. Журих).

### 1943 год
Летом 1943 года действовали 11 — 14 партизанских отрядов, которые совершили несколько рейдов в район Нурмес, Куусамо и Рованиеми. Были проведены следующие операции на финской территории:
- Рельсовая война на территории от Кайрала до Кемиярви (силами отрядов «Полярник» и «Боевые друзья»);
- Атаки на два финских гарнизона в районе Юнтусранта — Суомуссалми (95-суточный рейд отряда «Красный партизан»);
- Уничтожение дома отдыха немецких офицеров в районе Ивало и диверсии на автодороге Петсамо — Рованиеми (отряд «Большевик Заполярья»).

Также были проведены акции против гражданского населения:
- Две атаки в июне — июле 1943 года на деревню Малахвианваара (около Суомуссалми), в результате которых погибли 35 жителей;
- Нападение на 10 крестьян во время сенокоса в местечке Кивиаапа. 5 убитых, ещё 5 крестьян уведены партизанами;
- Блокада деревень Хаутаярви и Ниемеля.

### 1944 год
В июне 1944 года 18 из 19 партизанских отрядов приступили к активным действиям на коммуникациях противника (в основном на Кольском полуострове и в Северной Карелии). Это происходило в условиях наступления советских войск.
Были осуществлены следующие акции:
- Диверсии на железных и шоссейных дорогах;
- Уничтожение вагонов с оружием и боеприпасами;
- Атаки на гарнизоны.

Также в 1944 году были проведены акции устрашения в отношении населения прифронтовой полосы:
- Почти полное уничтожение жителей деревни Сейтаярви (7 июля 1944 года);
- Удар отряда «Сталинец» по посёлку Локка (в ходе атаки на гарнизон 14 июля 1944 года также погибли 21 из 68 мирных жителей).

5 сентября 1944 года Карельский фронт прекратил боевые действия против Финляндии в связи с выходом Финляндии из войны. В связи с этим штаб партизанского движения приказал всем партизанским отрядам вернуться в тыл.
15 октября 1944 года были расформированы согласно директиве Генерального штаба Красной армии и указанию Военного совета Карельского фронта партизанские отряды и штаб партизанского движения. Большинство партизан (1224 человека из 1504 человек) было призвано в действующую армию.

## Результаты
В результате советских рейдов погибли сотни военнослужащих и мирных жителей (многие из которых были вооружены). В ходе рейдов партизанам приходилось пополнять нехватку продовольствия за счёт реквизиций в малых населённых пунктах у мирного населения. Также в 1943 году удалось в значительной мере парализовать хозяйственную жизнь пограничных районов — финские власти эвакуировали население, причём пришлось отказаться от сенокоса и уборки урожая.

### Потери гражданского населения Финляндии
Имеются разные оценки потерь гражданского населения Финляндии:
- 147 мирных жителей (по данным Эрккиля);
- 176 мирных жителей (по данным Мартикайнен).

## Аналогичные диверсионные акции финской стороны
Финская сторона также практиковала заброску в советский тыл разведывательно-диверсионных групп — как на лодках, так и с самолётов.
В 1941—1942 годах в тыл Карельского фронта были направлены 87 разведывательно-диверсионных групп, результаты деятельности которых были следующие
:
- 33 группы уничтожены при переходе линии фронта;
- 23 группы задержаны подразделениями войск НКВД по охране тыла фронта и особыми отделами НКВД Архангельского военного округа, Ленинградского и Карельского фронтов, 7-й отдельной армии;
- 27 групп, вступив в бой, вернулись, не выполнив задание;
- 4 группы достигли Кировской железной дороги и совершили диверсии.

Финских диверсантов и агентов советские органы задерживали в Карелии, Ленинградской, Мурманской, Архангельской и Вологодской областях. В сентябре 1942 года финские диверсанты подорвали товарный поезд Северной железной дороги (на 941-м километре) и убили стрелочницу. 24 сентября 1943 года финские диверсанты подорвали полотно на 705-м километре Кировской железной дороги.
Среди заброшенных агентов были как финские военнослужащие, так и советские военнопленные (в том числе одетые в советскую форму), согласившиеся работать на финнов (многие из этих советских граждан добровольно сдавались советской контрразведке). Заброска в советский тыл диверсантов имела место также в 1944 году. Агентов из числа советских военнопленных готовили в разведывательных школах на оккупированной территории (в Петрозаводске), а также на финской территории (в Рованиеми)
Для борьбы с финскими диверсантами и охраны важнейших станций Кировской и Северной дорог из Москвы перебросили группу сотрудников 2-го (контрразведывательного) и Транспортного управлений НКВД СССР.
Для операций в глубоком советском тылу финнами были созданы отряды «дальних разведчиков», численностью около 1,5 тысяч человек. В ходе рейдов эти отряды совершили большое количество преступлений против советского населения. После окончания войны многие «дальние разведчики» выехали в США.

## Финская борьба с советскими рейдами
Финские власти вели борьбу с советскими партизанскими рейдами. Эта борьба отразилась в воспоминаниях советских партизан. Михаил Захаров (1922 года рождения, пулемётчик партизанского отряда «Красный онежец») вспоминал:

В 1943 году без того непростая задача захвата пленных солдат противника серьёзно осложнилась принятыми финским командованием мерами. Если прежде движение военных колонн и обозов по прифронтовым дорогам осуществлялось и днём, и ночью, то теперь только ночью. Если раньше двигались без охраны, то теперь каждую колонну автомашин сопровождал грузовик с солдатами, ежесекундно готовых спрыгнуть на землю и завязать бой. Старую (до 1939 года) Государственную границу прежде мы запросто переходили практически в любом месте. С 1943 года это стало серьёзной проблемой. Границу стали охранять пограничники, отряды шюцкора с собаками. Было немало случаев, когда партизанам так и не удавалось пересечь линию фронта и выйти в глубокий тыл финнов
Границу прикрывали финские пограничные батальоны, а для борьбы с партизанами (облавы, патрулирование деревень) использовалась сформированная летом 1941 года Олонецкая национальная бригада.
На территории Финляндии многие мирные жители для самообороны получили от властей оружие.
Помимо охраны границ, конвоев и обозов, финские власти предпринимали рейды на советскую неоккупированную территорию с целью уничтожения партизанских баз. Информацию финны получали в том числе от захваченных в плен советских партизан. Так, переправленный осенью 1943 года в финский тыл командир советской диверсионной группы (сотрудник НКВД) сдался финнам и сообщил им о реорганизации, прошедшей в апреле 1943 года в советской разведке и контрразведке.

## Память
По словам Вейко Эрккиля, он впервые узнал о нападениях советских партизан на население Финской Лапландии в 1970-х годах, когда об этом предпочитали не говорить как в СССР, так и в Финляндии.
В конце 1980-х — начале 1990-х годов в СМИ, научных и общественных кругах Финляндии стали обсуждать «злодеяния» советских партизан против мирного финского населения. В публичных выступлениях советских партизан стали называть террористами, воевавшими с мирным населением, нарушавшими законы ведения войны, а также совершившими преступления против человечности. Финские общественные организации обращались в Министерство иностранных дел Финляндии, а также в финскую прокуратуру с требованием начать расследование деятельности советских партизан на финской территории. Однако глава Карелии Сергей Катанандов пообещал карельским ветеранам, что их никому не дадут обидеть.
К началу 2000-х годов антипартизанская кампания в Финляндии достигла пика, а далее пошла на спад.
В 1995—1998 годах Эрккиля совершил 34 поездки в Россию и встретился с 19 советскими партизанами, ходившими в рейды в Финляндию (в том числе с командирами отрядов Александром Смирновым и Георгием Калашниковым). В 1999 году в Хельсинки вышла книга Эрккиля «Замалчиваемая война. Нападения советских партизан на финские деревни». В ней Эрккиля утверждает, что причинами нападения на гражданские объекты был страх партизан не выполнить задания, а также стремление советской власти путём террора в отношении гражданского населения заставить Финляндию выйти из войны.
В 1999 году в Финляндии была создана общественная организация «Гражданское население — ветераны Войны-продолжения». Данная организация существует по состоянию на 2020 год и стремится от имени пострадавшего финского мирного гражданского населения привлечь внимание общественности к советским партизанским рейдам в Финляндию. Организацию возглавляет (по состоянию на 2020 год) писательница Тююне Мартикайнен.
В октябре 2009 года в Петрозаводске на международной научной конференции «Россия и Финляндия в многополярном мире: 1809—2009 гг.» прошла дискуссия о советских рейдах с участием как финских исследователей (в том числе Тююне Мартикайнен), так и российских исследователей.
В 2011 году вышла новая книга Эрккиля «Последнее утро. Замолчанные следы советских партизан». В ноябре 2012 года обсуждение этой книги состоялось (с участием автора и финских исследователей) в Петрозаводском государственном университете. В ходе дискуссии российские историки указали на преступления в отношении советского гражданского населения со стороны финских «дальних разведчиков».

## Компенсации
В 2003 году правительство Финляндии внесло в парламент законопроект об установлении единовременной компенсации своим жителям, пострадавшим от партизанских рейдов — 1500 евро на человека (на тот момент число потенциальных получателей оценивалось в 700 человек, а общая сумма, подлежащая выплате им — в 1 млн евро).